# Margrethe II van Denemarken
Margrethe Alexandrine Þórhildur Ingrid (Kopenhagen, 16 april 1940) is de voormalige regerende koningin van Denemarken. Ze was staatshoofd van 14 januari 1972 tot en met 14 januari 2024 en regeerde als Margrethe II. Zij was de vijfde monarch uit het huis Sleeswijk-Holstein-Sonderburg-Glücksburg, dat sinds 1863 regeert. Naast de Deense heeft ze ook de Britse nationaliteit en is conform de Sophia Naturalization Act een van de erfgerechtigden op de Britse troon. Door intimi wordt ze aangesproken met Daisy. Na haar abdicatie behield ze het predicaat majesteit en haar officiële aanspreektitel bleef Hare Majesteit koningin Margrethe. 

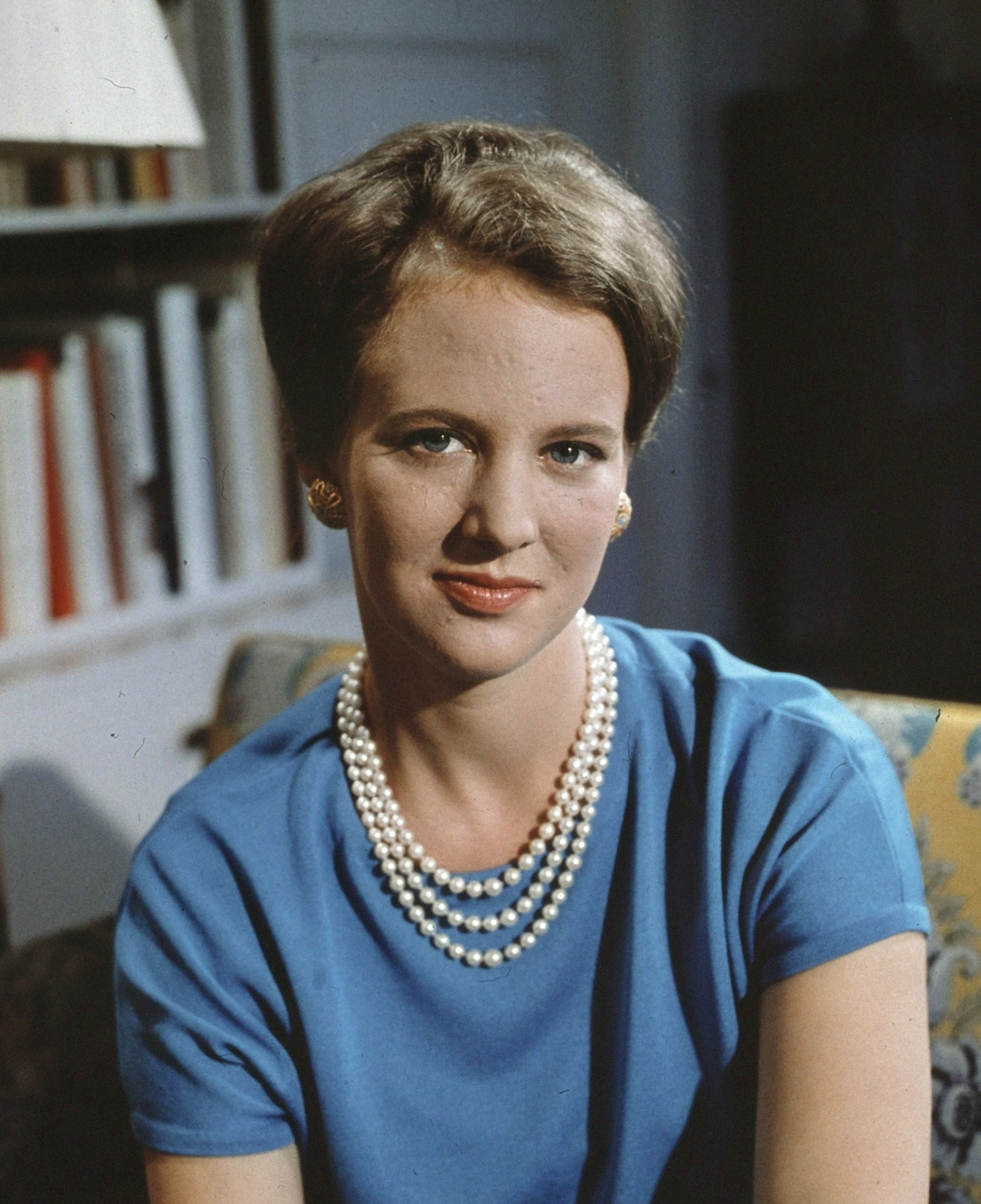
Margrethe als prinses in 1966

Margrethe is een van de doopmeters van de Nederlandse koning Willem-Alexander. Willem-Alexander en zij zijn verre familie; zij delen hun betovergrootouders uit het geslacht Mecklenburg-Schwerin. 
De koning van het buurland Zweden, Carl XVI Gustaf, is haar volle neef.

## Levensloop

### Jeugd
Margrethe II werd op 16 april 1940 in de Amalienborg te Kopenhagen geboren als eerste kind van kroonprins Frederik en prinses Ingrid. De geboorte vond een week na de Duitse invasie van Denemarken plaats. Haar naam Margrethe Alexandrine Þórhildur Ingrid verwijst naar diverse familieleden: Margrethe naar haar grootmoeder aan moederszijde, Alexandrine naar haar grootmoeder aan vaderszijde en Ingrid naar haar moeder. De IJslandse naam "Þórhildur" (Thorhildur, van Thor + hildur (strijd)) is gekozen omdat haar grootvader toen ook koning van IJsland was. Haar Britse grootmoeder Margrethe werd Daisy genoemd, een roepnaam die ook voor Margrethe II gebruikt wordt. Sinds 1972 is de daisy (gewone margriet) de nationale bloem van Denemarken. 
Margrethe groeide in haar eerste jaren op onder Duitse bezetting. Zij kreeg twee zusters: Benedikte (1944), gehuwd met prins Richard zu Sayn-Wittgenstein-Berleburg, en Anne Marie (1946), huwde met koning Constantijn II van Griekenland.

### Kroonprinses
Op grond van de Salische Wet was Margrethe aanvankelijk geen kroonprinses, omdat die geen vrouwelijke erfopvolging duldt. De wettelijke troonopvolger was haar oom, prins Knud van Denemarken. Bij een Deens referendum in 1953 werd de Salische Wet vervangen door het Castiliaanse stelsel, waarbij zonen van de vorst voorrang hebben op dochters, maar dochters voorrang hebben boven broers van de vorst, waardoor Margrethe officieel kroonprinses werd. Vanaf haar achttiende kreeg zij een zetel in de Statsrådet, de Deense Raad van State.
Margrethe studeerde in 1960 en 1961 prehistorische archeologie aan Girton College van de Universiteit van Cambridge. In het daaropvolgende studiejaar studeerde ze politicologie aan de Universiteit van Aarhus. In 1963 studeerde zij aan de Universiteit van Parijs en in 1965 aan de London School of Economics. Zij heeft geen academische graad behaald.
Op 10 juni 1967 trouwde Margrethe met Henri de Laborde de Monpezat, een Franse diplomaat, in de Holmens Kirke te Kopenhagen. Op 26 mei 1968 werd hun zoon Frederik geboren. Naar traditie wordt de mannelijke troonopvolger altijd Frederik of Christian genoemd. Een jaar later, op 7 juni 1969, werd hun tweede zoon Joachim geboren.

### Koningin
Koning Frederik IX werd begin 1972 ziek, kort na Nieuwjaar. Hij overleed op 14 januari dat jaar, waarmee Margrethe automatisch Danmarks Dronning werd. Een dag later werd zij door premier Jens Otto Krag in de Christiansborg ingehuldigd. Margrethe werd tevens de voorzitster van de Statsrådet.

Monogram van koningin Margrethe II van Denemarken

De Deense vorstin heeft een constitutionele rol als voorzitster van de regering. Net zoals tot 2012 in Nederland vindt na de parlementsverkiezingen de Dronningsrunde plaats, waarbij de partijleiders ieder een bezoek aan de vorst afleggen. Vervolgens benoemt de vorstin een (in)formateur. Verder benoemt de vorst de ministers.
Haar man en zijn Franse voorouders gebruikten ten onrechte de titel van graaf van Monpezat, die niet bestond. Op 30 april 2008 maakte Margrethe II die titel officieel voor haar zonen, kleinzonen en hun mannelijke nakomelingen en voor haar schoondochters en kleindochters de vrouwelijke variant, gravin van Monpezat. De vrouwelijke lijn kan de titel niet doorgeven aan hun kinderen, maar die mogen het wel voeren als beleefdheidstitel. 
Op 28 september 2022 verordonneerde Margrethe II dat de vier kinderen van haar zoon Joachim per 1 januari 2023 hun titel van prins(es) zouden kwijtraken, evenals hun lidmaatschap van het Deense Koninklijk Huis. Als reden werd gegeven dat de kinderen vanaf dan niet meer gebonden zijn aan de beperkingen die het lidmaatschap van het Koninklijk Huis hun in hun persoonlijk leven oplegt. De kinderen van prins Joachim waren door de beslissing van hun grootmoeder bedroefd, in de war en geshockeerd.
Op 31 december 2023 kondigde ze in haar nieuwjaarstoespraak aan op 14 januari 2024 af te treden als koningin. Ze vertelde dat ze door de jaren heen meer kwalen had gekregen en niet meer hetzelfde kon doen als vroeger. De rugoperatie die ze in februari dat jaar onderging, gaf haar naar eigen zeggen aanleiding om na te denken over wanneer ze zou willen aftreden. Ze zei dat het moment daarvoor was aangebroken. Haar aftreden kwam als een verrassing, omdat het in Denemarken traditie is dat de vorst tot aan zijn dood regeert en Margarethe altijd gezegd had tot het einde van haar leven te zullen aanblijven. Door het zetten van een handtekening abdiceerde Margrethe II, waardoor haar zoon Frederik van rechtswege koning werd. Ze behield de titel 'koningin' en de aanspreektitel 'majesteit'.
In 1977 illustreerde Margrethe II onder het pseudoniem Ingahild Grathmer een Deense uitgave van In de ban van de Ring van J.R.R. Tolkien. Ze schildert en maakt beeldende kunst. Werk van haar bevindt zich in Deense musea. Regelmatig ontwierp ze kostuums voor het Koninklijk Deens Ballet. In 2010 ontwierp ze de decors en de kostuums voor de film De wilde zwanen, een van de sprookjes van Hans Christian Andersen, waarin ze ook figureerde. Ze draagt zelf ontworpen kleding. Op 3 februari 2014 ontving ze een Robert Award, de belangrijkste Deense film- en televisieprijs, voor haar decorwerk voor de film Ehrengard, die gebaseerd is op een boek van Karen Blixen. Ze stond jarenlang bekend als een verstokte rookster en maakt zelf geen gebruik van een mobiele telefoon of internet. "Ik ben niet zo goed met toetsen", zei ze daarover in een tv-documentaire uit 2019.

## Kwartierstaat (voorouders)
Margrethe is via haar grootmoeder van moederskant een achter-achterkleinkind van de Britse koningin Victoria. Ze stamt daarmee ook af van Sophia van de Palts, een achterkleinkind van Willem van Oranje. Door de naar Sophia van de Palts vernoemde Britse Sophia Naturalization Act uit 1705 heeft Margrethe vanaf haar geboorte naast de Deense ook de Britse nationaliteit en is ze erfgerechtigd voor de Britse troon. Een Brits paspoort heeft ze nooit gehad.

| Frederik VIII van Denemarken (1843-1912) | Frederik VIII van Denemarken (1843-1912) | Frederik VIII van Denemarken (1843-1912) | Frederik VIII van Denemarken (1843-1912) | Frederik VIII van Denemarken (1843-1912) | Frederik VIII van Denemarken (1843-1912) | Louise van Zweden (1851-1926)           | Louise van Zweden (1851-1926)           | Louise van Zweden (1851-1926)           | Louise van Zweden (1851-1926)           | Louise van Zweden (1851-1926)          | Louise van Zweden (1851-1926)          |                                        |                                        | Frederik Frans III van Mecklenburg-Schwerin (1851-1897) | Frederik Frans III van Mecklenburg-Schwerin (1851-1897) | Frederik Frans III van Mecklenburg-Schwerin (1851-1897)  | Frederik Frans III van Mecklenburg-Schwerin (1851-1897)  | Frederik Frans III van Mecklenburg-Schwerin (1851-1897)  | Frederik Frans III van Mecklenburg-Schwerin (1851-1897)  | Anastasia Michajlovna van Rusland (1860-1922)            | Anastasia Michajlovna van Rusland (1860-1922)            | Anastasia Michajlovna van Rusland (1860-1922) | Anastasia Michajlovna van Rusland (1860-1922) | Anastasia Michajlovna van Rusland (1860-1922) | Anastasia Michajlovna van Rusland (1860-1922) |                                  |                                  | Gustaaf V van Zweden (1858–1950) | Gustaaf V van Zweden (1858–1950) | Gustaaf V van Zweden (1858–1950) | Gustaaf V van Zweden (1858–1950) | Gustaaf V van Zweden (1858–1950)        | Gustaaf V van Zweden (1858–1950)        | Victoria van Baden (1862-1930)          | Victoria van Baden (1862-1930)          | Victoria van Baden (1862-1930)          | Victoria van Baden (1862-1930)          | Victoria van Baden (1862-1930)    | Victoria van Baden (1862-1930)    |                               |                               | Arthur van Connaught en Strathearn (1850-1942) | Arthur van Connaught en Strathearn (1850-1942) | Arthur van Connaught en Strathearn (1850-1942) | Arthur van Connaught en Strathearn (1850-1942) | Arthur van Connaught en Strathearn (1850-1942) | Arthur van Connaught en Strathearn (1850-1942) | Louise Margaretha van Pruisen (1860-1917) | Louise Margaretha van Pruisen (1860-1917) | Louise Margaretha van Pruisen (1860-1917) | Louise Margaretha van Pruisen (1860-1917) | Louise Margaretha van Pruisen (1860-1917) | Louise Margaretha van Pruisen (1860-1917) |  |  |  |  |  |  |  |  |  |  |  |  |  |  |  |  |  |  |  |  |  |  |  |  |  |  |  |  |  |  |  |  |  |  |  |  |  |  |  |  |  |  |  |  |  |  |  |  |
| Frederik VIII van Denemarken (1843-1912) | Frederik VIII van Denemarken (1843-1912) | Frederik VIII van Denemarken (1843-1912) | Frederik VIII van Denemarken (1843-1912) | Frederik VIII van Denemarken (1843-1912) | Frederik VIII van Denemarken (1843-1912) | Louise van Zweden (1851-1926)           | Louise van Zweden (1851-1926)           | Louise van Zweden (1851-1926)           | Louise van Zweden (1851-1926)           | Louise van Zweden (1851-1926)          | Louise van Zweden (1851-1926)          |                                        |                                        | Frederik Frans III van Mecklenburg-Schwerin (1851-1897) | Frederik Frans III van Mecklenburg-Schwerin (1851-1897) | Frederik Frans III van Mecklenburg-Schwerin (1851-1897)  | Frederik Frans III van Mecklenburg-Schwerin (1851-1897)  | Frederik Frans III van Mecklenburg-Schwerin (1851-1897)  | Frederik Frans III van Mecklenburg-Schwerin (1851-1897)  | Anastasia Michajlovna van Rusland (1860-1922)            | Anastasia Michajlovna van Rusland (1860-1922)            | Anastasia Michajlovna van Rusland (1860-1922) | Anastasia Michajlovna van Rusland (1860-1922) | Anastasia Michajlovna van Rusland (1860-1922) | Anastasia Michajlovna van Rusland (1860-1922) |                                  |                                  | Gustaaf V van Zweden (1858–1950) | Gustaaf V van Zweden (1858–1950) | Gustaaf V van Zweden (1858–1950) | Gustaaf V van Zweden (1858–1950) | Gustaaf V van Zweden (1858–1950)        | Gustaaf V van Zweden (1858–1950)        | Victoria van Baden (1862-1930)          | Victoria van Baden (1862-1930)          | Victoria van Baden (1862-1930)          | Victoria van Baden (1862-1930)          | Victoria van Baden (1862-1930)    | Victoria van Baden (1862-1930)    |                               |                               | Arthur van Connaught en Strathearn (1850-1942) | Arthur van Connaught en Strathearn (1850-1942) | Arthur van Connaught en Strathearn (1850-1942) | Arthur van Connaught en Strathearn (1850-1942) | Arthur van Connaught en Strathearn (1850-1942) | Arthur van Connaught en Strathearn (1850-1942) | Louise Margaretha van Pruisen (1860-1917) | Louise Margaretha van Pruisen (1860-1917) | Louise Margaretha van Pruisen (1860-1917) | Louise Margaretha van Pruisen (1860-1917) | Louise Margaretha van Pruisen (1860-1917) | Louise Margaretha van Pruisen (1860-1917) |  |  |  |  |  |  |  |  |  |  |  |  |  |  |  |  |  |  |  |  |  |  |  |  |  |  |  |  |  |  |  |  |  |  |  |  |  |  |  |  |  |  |  |  |  |  |  |  |
|                                          |                                          |                                          |                                          |                                          |                                          |                                         |                                         |                                         |                                         |                                        |                                        |                                        |                                        |                                                         |                                                         |                                                          |                                                          |                                                          |                                                          |                                                          |                                                          |                                               |                                               |                                               |                                               |                                  |                                  |                                  |                                  |                                  |                                  |                                         |                                         |                                         |                                         |                                         |                                         |                                   |                                   |                               |                               |                                                |                                                |                                                |                                                |                                                |                                                |                                           |                                           |                                           |                                           |                                           |                                           |  |  |  |  |  |  |  |  |  |  |  |  |  |  |  |  |  |  |  |  |  |  |  |  |  |  |  |  |  |  |  |  |  |  |  |  |  |  |  |  |  |  |  |  |  |  |  |  |
|                                          |                                          |                                          |                                          | Christiaan X van Denemarken (1870-1947)  | Christiaan X van Denemarken (1870-1947)  | Christiaan X van Denemarken (1870-1947) | Christiaan X van Denemarken (1870-1947) | Christiaan X van Denemarken (1870-1947) | Christiaan X van Denemarken (1870-1947) |                                        |                                        |                                        |                                        |                                                         |                                                         | Alexandrine Augusta van Mecklenburg-Schwerin (1879-1952) | Alexandrine Augusta van Mecklenburg-Schwerin (1879-1952) | Alexandrine Augusta van Mecklenburg-Schwerin (1879-1952) | Alexandrine Augusta van Mecklenburg-Schwerin (1879-1952) | Alexandrine Augusta van Mecklenburg-Schwerin (1879-1952) | Alexandrine Augusta van Mecklenburg-Schwerin (1879-1952) |                                               |                                               |                                               |                                               |                                  |                                  |                                  |                                  |                                  |                                  | Gustaaf VI Adolf van Zweden (1882–1973) | Gustaaf VI Adolf van Zweden (1882–1973) | Gustaaf VI Adolf van Zweden (1882–1973) | Gustaaf VI Adolf van Zweden (1882–1973) | Gustaaf VI Adolf van Zweden (1882–1973) | Gustaaf VI Adolf van Zweden (1882–1973) |                                   |                                   |                               |                               |                                                |                                                | Margaretha van Connaught (1882-1920)           | Margaretha van Connaught (1882-1920)           | Margaretha van Connaught (1882-1920)           | Margaretha van Connaught (1882-1920)           | Margaretha van Connaught (1882-1920)      | Margaretha van Connaught (1882-1920)      |                                           |                                           |                                           |                                           |  |  |  |  |  |  |  |  |  |  |  |  |  |  |  |  |  |  |  |  |  |  |  |  |  |  |  |  |  |  |  |  |  |  |  |  |  |  |  |  |  |  |  |  |  |  |  |  |
|                                          |                                          |                                          |                                          | Christiaan X van Denemarken (1870-1947)  | Christiaan X van Denemarken (1870-1947)  | Christiaan X van Denemarken (1870-1947) | Christiaan X van Denemarken (1870-1947) | Christiaan X van Denemarken (1870-1947) | Christiaan X van Denemarken (1870-1947) |                                        |                                        |                                        |                                        |                                                         |                                                         | Alexandrine Augusta van Mecklenburg-Schwerin (1879-1952) | Alexandrine Augusta van Mecklenburg-Schwerin (1879-1952) | Alexandrine Augusta van Mecklenburg-Schwerin (1879-1952) | Alexandrine Augusta van Mecklenburg-Schwerin (1879-1952) | Alexandrine Augusta van Mecklenburg-Schwerin (1879-1952) | Alexandrine Augusta van Mecklenburg-Schwerin (1879-1952) |                                               |                                               |                                               |                                               |                                  |                                  |                                  |                                  |                                  |                                  | Gustaaf VI Adolf van Zweden (1882–1973) | Gustaaf VI Adolf van Zweden (1882–1973) | Gustaaf VI Adolf van Zweden (1882–1973) | Gustaaf VI Adolf van Zweden (1882–1973) | Gustaaf VI Adolf van Zweden (1882–1973) | Gustaaf VI Adolf van Zweden (1882–1973) |                                   |                                   |                               |                               |                                                |                                                | Margaretha van Connaught (1882-1920)           | Margaretha van Connaught (1882-1920)           | Margaretha van Connaught (1882-1920)           | Margaretha van Connaught (1882-1920)           | Margaretha van Connaught (1882-1920)      | Margaretha van Connaught (1882-1920)      |                                           |                                           |                                           |                                           |  |  |  |  |  |  |  |  |  |  |  |  |  |  |  |  |  |  |  |  |  |  |  |  |  |  |  |  |  |  |  |  |  |  |  |  |  |  |  |  |  |  |  |  |  |  |  |  |
|                                          |                                          |                                          |                                          |                                          |                                          |                                         |                                         |                                         |                                         | Frederik IX van Denemarken (1899-1972) | Frederik IX van Denemarken (1899-1972) | Frederik IX van Denemarken (1899-1972) | Frederik IX van Denemarken (1899-1972) | Frederik IX van Denemarken (1899-1972)                  | Frederik IX van Denemarken (1899-1972)                  |                                                          |                                                          |                                                          |                                                          |                                                          |                                                          |                                               |                                               |                                               |                                               |                                  |                                  |                                  |                                  |                                  |                                  |                                         |                                         |                                         |                                         |                                         |                                         | Ingrid van Zweden (1910-2000)     | Ingrid van Zweden (1910-2000)     | Ingrid van Zweden (1910-2000) | Ingrid van Zweden (1910-2000) | Ingrid van Zweden (1910-2000)                  | Ingrid van Zweden (1910-2000)                  |                                                |                                                |                                                |                                                |                                           |                                           |                                           |                                           |                                           |                                           |  |  |  |  |  |  |  |  |  |  |  |  |  |  |  |  |  |  |  |  |  |  |  |  |  |  |  |  |  |  |  |  |  |  |  |  |  |  |  |  |  |  |  |  |  |  |  |  |
|                                          |                                          |                                          |                                          |                                          |                                          |                                         |                                         |                                         |                                         | Frederik IX van Denemarken (1899-1972) | Frederik IX van Denemarken (1899-1972) | Frederik IX van Denemarken (1899-1972) | Frederik IX van Denemarken (1899-1972) | Frederik IX van Denemarken (1899-1972)                  | Frederik IX van Denemarken (1899-1972)                  |                                                          |                                                          |                                                          |                                                          |                                                          |                                                          |                                               |                                               |                                               |                                               |                                  |                                  |                                  |                                  |                                  |                                  |                                         |                                         |                                         |                                         |                                         |                                         | Ingrid van Zweden (1910-2000)     | Ingrid van Zweden (1910-2000)     | Ingrid van Zweden (1910-2000) | Ingrid van Zweden (1910-2000) | Ingrid van Zweden (1910-2000)                  | Ingrid van Zweden (1910-2000)                  |                                                |                                                |                                                |                                                |                                           |                                           |                                           |                                           |                                           |                                           |  |  |  |  |  |  |  |  |  |  |  |  |  |  |  |  |  |  |  |  |  |  |  |  |  |  |  |  |  |  |  |  |  |  |  |  |  |  |  |  |  |  |  |  |  |  |  |  |
|                                          |                                          |                                          |                                          |                                          |                                          |                                         |                                         |                                         |                                         |                                        |                                        |                                        |                                        |                                                         |                                                         |                                                          |                                                          |                                                          |                                                          |                                                          |                                                          |                                               |                                               |                                               |                                               |                                  |                                  |                                  |                                  |                                  |                                  |                                         |                                         |                                         |                                         |                                         |                                         |                                   |                                   |                               |                               |                                                |                                                |                                                |                                                |                                                |                                                |                                           |                                           |                                           |                                           |                                           |                                           |  |  |  |  |  |  |  |  |  |  |  |  |  |  |  |  |  |  |  |  |  |  |  |  |  |  |  |  |  |  |  |  |  |  |  |  |  |  |  |  |  |  |  |  |  |  |  |  |
|                                          |                                          |                                          |                                          |                                          |                                          |                                         |                                         |                                         |                                         |                                        |                                        |                                        |                                        |                                                         |                                                         |                                                          |                                                          |                                                          |                                                          |                                                          |                                                          |                                               |                                               |                                               |                                               |                                  |                                  |                                  |                                  |                                  |                                  |                                         |                                         |                                         |                                         |                                         |                                         |                                   |                                   |                               |                               |                                                |                                                |                                                |                                                |                                                |                                                |                                           |                                           |                                           |                                           |                                           |                                           |  |  |  |  |  |  |  |  |  |  |  |  |  |  |  |  |  |  |  |  |  |  |  |  |  |  |  |  |  |  |  |  |  |  |  |  |  |  |  |  |  |  |  |  |  |  |  |  |
|                                          |                                          |                                          |                                          |                                          |                                          |                                         |                                         |                                         |                                         |                                        |                                        |                                        |                                        | Margrethe II van Denemarken (1940-)                     | Margrethe II van Denemarken (1940-)                     | Margrethe II van Denemarken (1940-)                      | Margrethe II van Denemarken (1940-)                      | Margrethe II van Denemarken (1940-)                      | Margrethe II van Denemarken (1940-)                      |                                                          |                                                          |                                               |                                               | Benedikte van Denemarken (1944-)              | Benedikte van Denemarken (1944-)              | Benedikte van Denemarken (1944-) | Benedikte van Denemarken (1944-) | Benedikte van Denemarken (1944-) | Benedikte van Denemarken (1944-) |                                  |                                  |                                         |                                         | Anne Marie van Denemarken (1946-)       | Anne Marie van Denemarken (1946-)       | Anne Marie van Denemarken (1946-)       | Anne Marie van Denemarken (1946-)       | Anne Marie van Denemarken (1946-) | Anne Marie van Denemarken (1946-) |                               |                               |                                                |                                                |                                                |                                                |                                                |                                                |                                           |                                           |                                           |                                           |                                           |                                           |  |  |  |  |  |  |  |  |  |  |  |  |  |  |  |  |  |  |  |  |  |  |  |  |  |  |  |  |  |  |  |  |  |  |  |  |  |  |  |  |  |  |  |  |  |  |  |  |

Gorm · Harald I · Sven I · Harald II · Knoet II · Knoet III · Magnus I · Sven II · Harald III · Knoet IV · Olaf I · Erik I · Niels · Erik II · Erik III · Sven III · Knoet V · Waldemar I · Knoet VI · Waldemar II · Erik IV · Abel · Christoffel I · Erik V · Erik VI · Christoffel II · Waldemar III · Christoffel II · Waldemar IV · Olaf II · Margaretha I · Erik VII · Christoffel III · Christiaan I · Johan · Christiaan II · Frederik I · Christiaan III · Frederik II · Christiaan IV · Frederik III · Christiaan V · Frederik IV · Christiaan VI · Frederik V · Christiaan VII · Frederik VI · Christiaan VIII · Frederik VII · Christiaan IX · Frederik VIII · Christiaan X · Frederik IX · Margrethe II · Frederik X
- Bibsys: 90117847
- Bibliothèque nationale de France: cb12150698v (data)
- Gemeinsame Normdatei: 118975919
- International Standard Name Identifier: 0000 0001 2131 9588
- KulturNav: 2d6f8488-5a36-4bd1-a4be-73fe01c80335
- Library of Congress Control Number: n80034290
- National Archives and Records Administration: 10581377
- Nationale Bibliotheek van Tsjechië: jn20000701151
- Nederlandse Thesaurus van Auteursnamen: 22684143X
- RKD-Nederlands Instituut voor Kunstgeschiedenis: 272487
- Istituto Centrale per il Catalogo Unico: TO0V582385
- LIBRIS: 194416
- SNAC: w6k07j3q
- Système universitaire de documentation: 030000076
- Museum of New Zealand Te Papa Tongarewa: 69988
- Union List of Artist Names: 500256782
- Virtual International Authority File: 49263415
- WorldCat: E39PBJjmQDxxXgB37vRkCPDjG3